# Burg Gebhardshagen
Die Burg Gebhardshagen ist eine ehemalige Wasserburg in Salzgitter-Gebhardshagen. Mit ihrer ersten urkundlichen Erwähnung als Burg Hagen 1186 gehört sie zu den ältesten Wasserburgen im Braunschweiger Land. Nach kriegerischen Zerstörungen 1406 und während des Dreißigjährigen Kriegs wurde die Anlage jeweils wieder aufgebaut. Im 16. Jahrhundert wurde sie herzoglicher Gerichts- und Amtssitz. Nachdem die Burg ihre militärische Bedeutung verloren hatte, diente sie ab der Mitte des 17. Jahrhunderts bis 1986 als landwirtschaftliche Domäne.

## Lage
Die Burg entstand am östlichen Fuße des bewaldeten Salzgitter-Höhenzuges an der Heer- und Handelsstraße Minden–Halberstadt. Die Straße führte von der Burg in Richtung Westen zunächst durch den damals als Hagen bezeichneten Wald und dann auf einem Pass über die Erhebung.

## Baubeschreibung

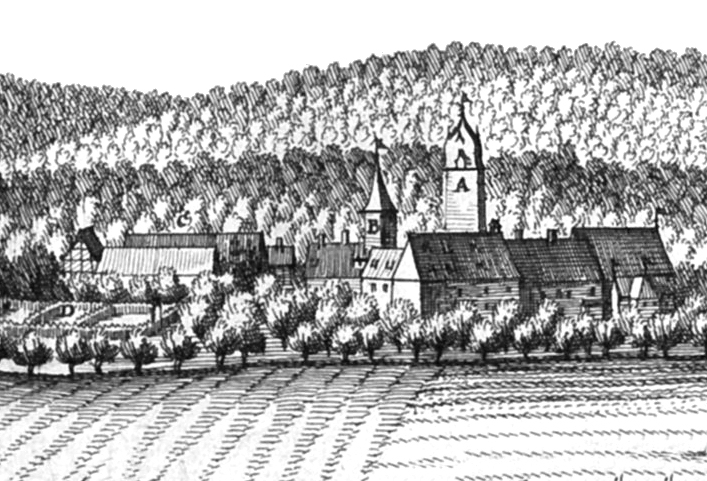
Burg Gebhardshagen mit dem Grauen Turm (A) rechts, dem Roten Turm (B) links und dem Vorwerk ganz links, Stich von Matthäus Merian um 1654/1658, zu dieser Zeit Sitz des Amtes Gebhardshagen

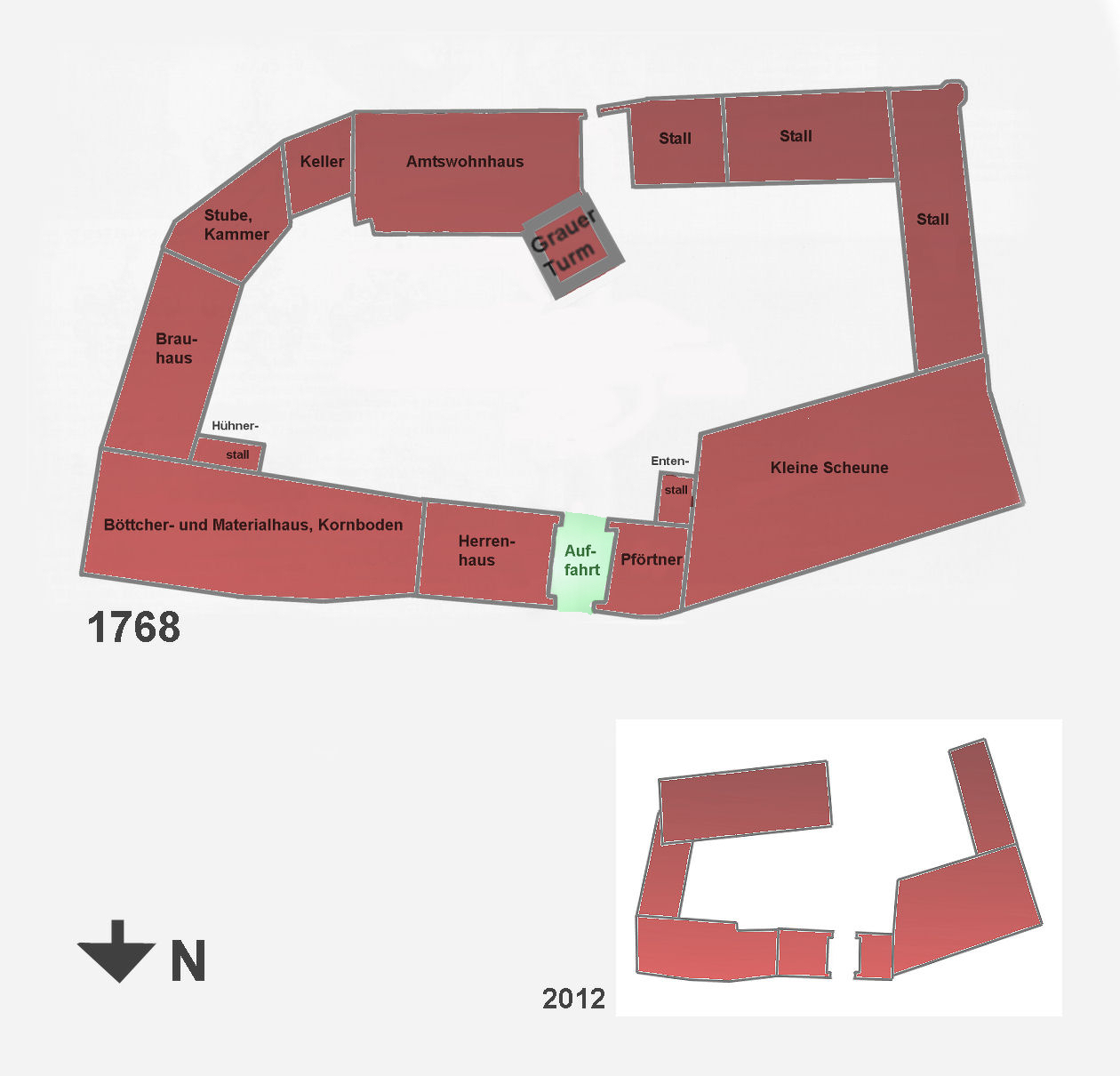
Grundrisszeichnung von 1768 noch mit dem Grauen Turm und heutiger Grundriss (2012)

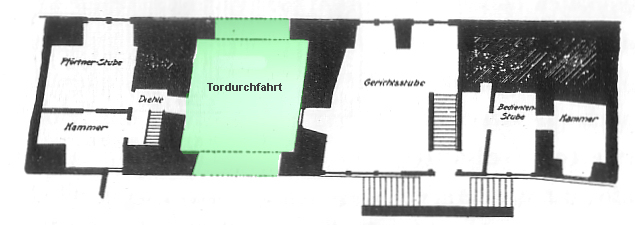
Grundriss des Torhauses (Tordurchfahrt grün)

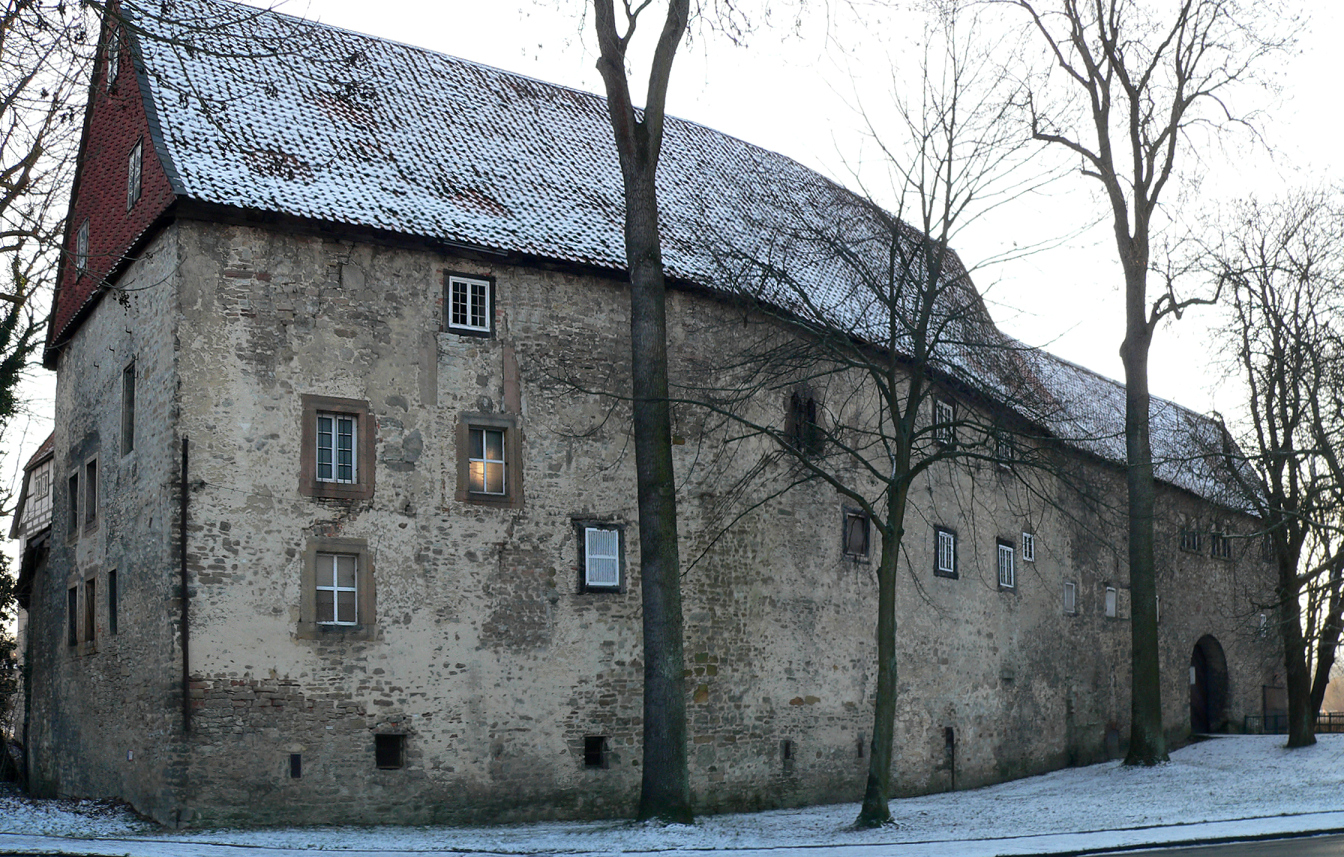
Der lange Zeit als Kornspeicher und Getreidesilo genutzte Palas

Bauliche Anfänge der Burganlage werden im 11. Jahrhundert vermutet. Die älteste noch vorhandene Bausubstanz wird den Jahren um 1200 zugerechnet. Aufgrund der kriegerischen Zerstörungen 1406 und während des Dreißigjährigen Kriegs mit jeweiligen Wiederaufbauten ist das ursprüngliche Aussehen der Burg nicht mehr bekannt. Sie dürfte von Wassergräben umgeben gewesen sein, die vom vorbeifließenden Mühlenbach gespeist wurden. Der frühere Amtsteich neben der Burg, der im Zusammenhang mit der Befestigungsanlage und der Wassermühlewirtschaft im Ort zu sehen ist, ist noch heute vorhanden.
Laut der Beschreibung von Matthäus Merian um 1654/1658 maß die Burg 75 × 45 m. Zu dieser Zeit verfügte sie mit dem Grauen Turm als Bergfried und dem Roten Turm über zwei Türme, die heute nicht mehr vorhanden sind. Weitgehend erhalten geblieben ist der rund 80 m lange Nordflügel mit dem Torhaus, der Burgscheune und dem Palas.
Der Palas hat eine Länge von fast 30 m und eine Breite von etwa 10 m. Er verfügt über einen ungewölbten Keller mit ursprünglich zwei Stockwerken darüber. Im nicht beheizbaren Rittersaal zeigt ein romanisches Doppelfenster nach außen. Zu einem nicht mehr bekannten Zeitpunkt wurde der Palas für den Landwirtschaftsbetrieb der Domäne in einen dreigeschossigen Kornspeicher mit zwei weiteren Böden im Dachgeschoss umgewandelt. Da bei den Umbauten die Geschosshöhen verändert wurden, verloren die Fenster ihre Funktion. Im 19. Jahrhundert wurde der Palas als Böttcherwerkstatt genutzt, danach wieder als Kornlager der Domäne. 1961 wurden im östlichen Teil des Palas die Geschossdecken zum Einbau von sieben Silos für Getreide entfernt, die die gesamte Gebäudehöhe einnehmen. Durch die Getreidesilos und -mischanlagen erweckt das Gebäudeinnere den Eindruck eines Mühlenbetriebes.
Das Torhaus ist etwa 24 m lang und etwa 8 m breit. Die Torhalle verfügt außen über ein verschließbares und innen über ein offenes Rundbogentor. Im Inneren lag die Pförtnerwohnung. Das Torhaus ist vom Burghof über eine Freitreppe zugänglich. In ihm waren die Gerichts- und Amtsräume des Amtes Gebhardshagen untergebracht.
Der nicht mehr vorhandene Rote Turm an der Südostecke des Palas war aus braunrotem Sandstein errichtet. Er wurde um 1800 abgerissen und mit einem Wirtschaftsgebäude, das als Wasch-, Milch- und Brauhaus diente, überbaut. Die unterirdischen Turmgewölbe sind noch als Keller erhalten.
Der Ostflügel wurde 1906 erneuert. Heute gibt es an der Südseite des Burghofs ein 35 m langes Herrenhaus, das früher der jeweilige Pächter und Amtsmann bewohnte. Einst befand sich an dieser Stelle ein kleineres Burggebäude mit dem 6 × 6 m großen Grauen Turm. Er wurde um 1850 abgetragen.
Im Südbereich gibt es heute eine Baulücke, die auf einem Lageplan von 1768 noch geschlossen war. Daran schließt sich heute ohne Abgrenzung die frühere Domäne mit ihren historischen Stall- und Wirtschaftsgebäude an. Zuvor befand sich hier wahrscheinlich als Vorläufer das Vorwerk.

## Name
Namensgebend für die Burg, das Geschlecht derer von Hagen als Erbauer und den Ort Hagen (heute Gebhardshagen) war ein kleineres Waldgebiet am Salzgitter-Höhenzug, das seit dem Mittelalter als Hagen oder Hagenholz bezeichnet wurde. Darauf deuten auch alte Flurbezeichnungen in Ortsnähe wie Hagenbach, Hagenkamp, Hagenholz. Am damaligen Rand des Waldes wurde die Burg Hagen angelegt, zu deren Besitz der Wald gehörte. Er war Teil des ehemals großen Waldgebietes Hardeweg, das den Salzgitter-Höhenzug bis in die Ebene hinunter bedeckte und an dem die umliegenden Orte Holznutzungsrechte hatten.
Während des 14. Jahrhunderts, als die Herren von Bortfeld auf der Burg Hagen saßen, wurde ihr Name erweitert. Gebhard als Vorname des Stammvaters und späterer Leitname des Geschlechtes trat 1372 hinzu, so dass die Burg seither Gebhardshagen hieß. Im Laufe der Geschichte gab es verschiedene Schreibarten des Namens, wie Gheverdeshaghen, Gebershagen, Gevershagen, Gefershag. Die Ansiedlung im Umfeld der Burg hieß bis ins 16. Jahrhundert Hagen und übernahm erst dann den Namen Gebhardshagen.

## Geschichte

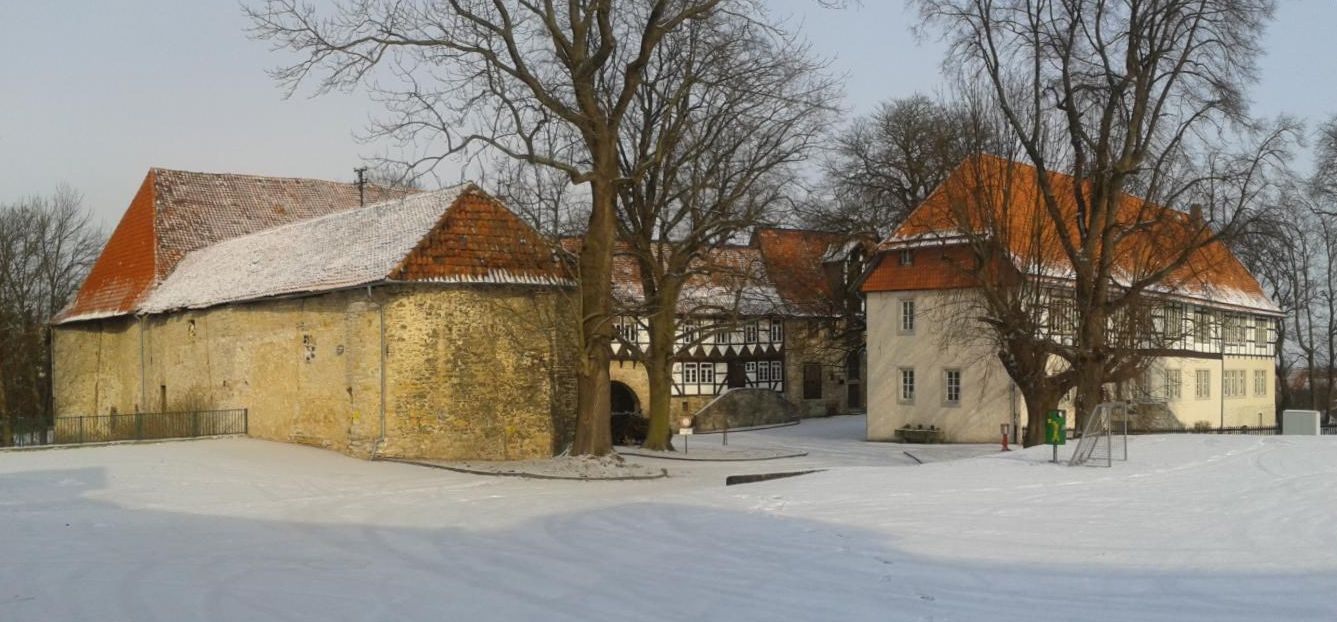
Rückansicht der Burganlage, Südseite

Als Erbauer der Burg wird das Geschlecht derer von Hagen angenommen. Es findet seine erste, nicht unumstrittene Erwähnung in einer Urkunde vom 17. Juni 1129, in der König Lothar III. einen Landtausch zwischen dem Domstift zu Goslar und dem Stift Riechenberg bestätigt. In dieser Urkunde wird erstmals ein von Hagen als Cuonradus de Indagine (lateinisch: Konrad von Hagen) genannt. Obwohl im südniedersächsischen Raum drei Geschlechter mit dem Namen Hagen überliefert sind, ist es wahrscheinlich, dass es sich bei der Erwähnung 1129 um Konrad von Hagen von der Burg Hagen handelte, da es um eine Angelegenheit im benachbarten Lebenstedt ging.
Die erste urkundliche Erwähnung der Befestigungsanlage erfolgte 1186 als „Burg, die Hagen genannt wird“, gemeinsam mit ihrem Besitzer, einem Ludolf von Hagen. Die Burganlage wurde zum Stammsitz derer von Hagen. Im Schutz der Befestigungsanlage entstand, vermutlich ausgehend von einer Vorburg, eine Burgsiedlung. Sie wurde 1235 mit der Nennung der Nikolaikirche erstmals urkundlich als Hagen erwähnt.
Nach dem Erlöschen des Geschlechts derer von Hagen 1280 ging die Burg Gebhardshagen in den Besitz der Herzöge von Braunschweig-Lüneburg über. Sie verpfändeten bei Geldnot die Burg zeitweise an andere Adelsgeschlechter, lösten sie aber stets wieder ein. Herzog Albrecht II. gab sie 1293 den Brüdern Gebhard und Ludolf von Bortfeld zum Lehen. Sie machten die Burg zu ihrem Hauptsitz. Das Lehen hatten sie bis 1354 inne und verlegten dann ihren Sitz auf Schloss Oelber in Oelber am weißen Wege, wo ihr Geschlecht 1686 erlosch. Die Burg Gebhardshagen gehörte ab 1354 dem welfischen Herzog Wilhelm II.
1373 erlangte der braunschweigisch-lüneburgische Herzog Otto I. die Burg und seine Familie behielt sie bis 1435. 1396 wurde die Burg an die Brüder von Cramm und mit kleinen Unterbrechungen von 1404 bis 1503 an die Familie von Saldern verpfändet.

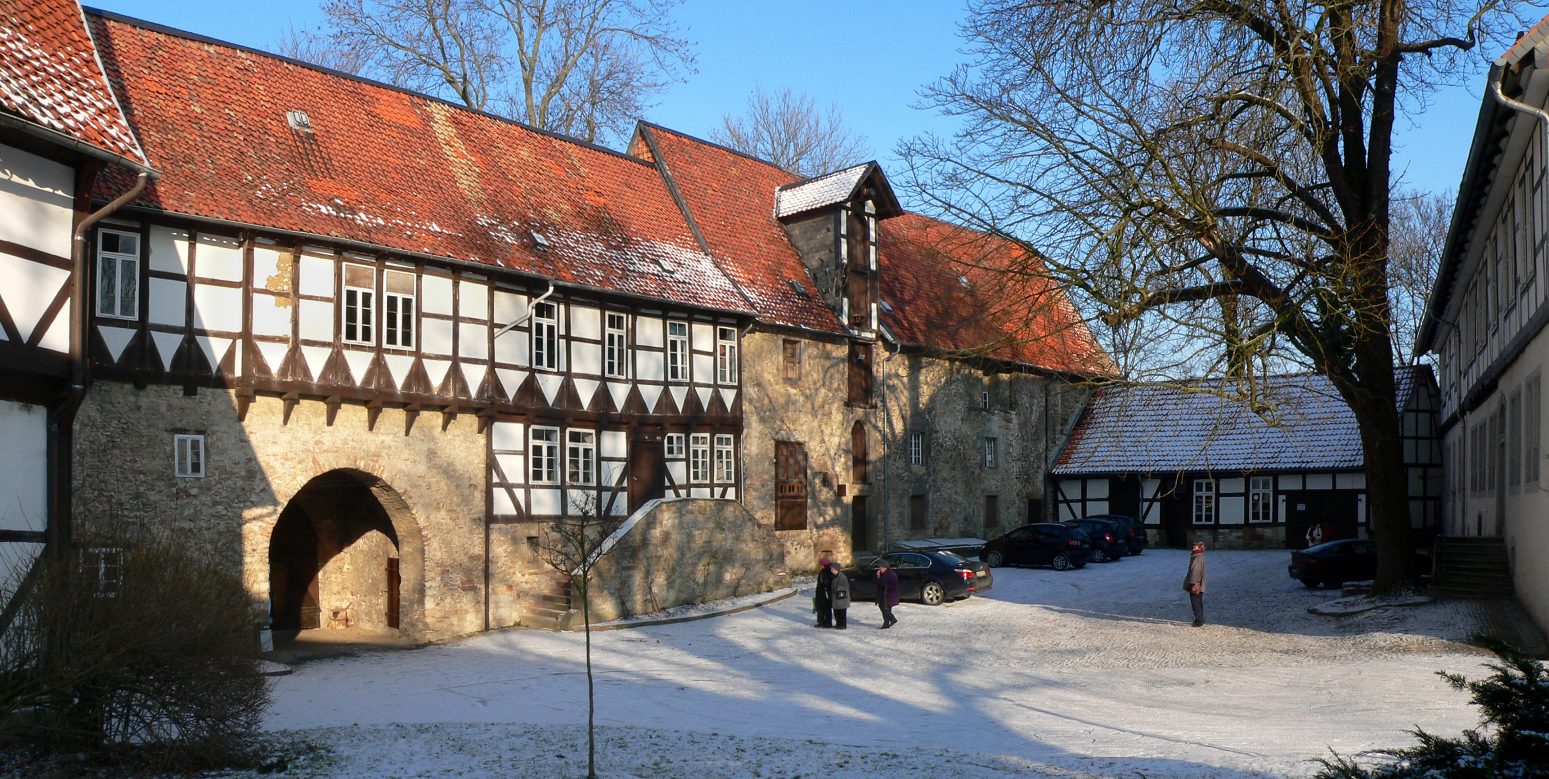
Innenhof der Burg mit Torhaus, Palas und Waschhaus

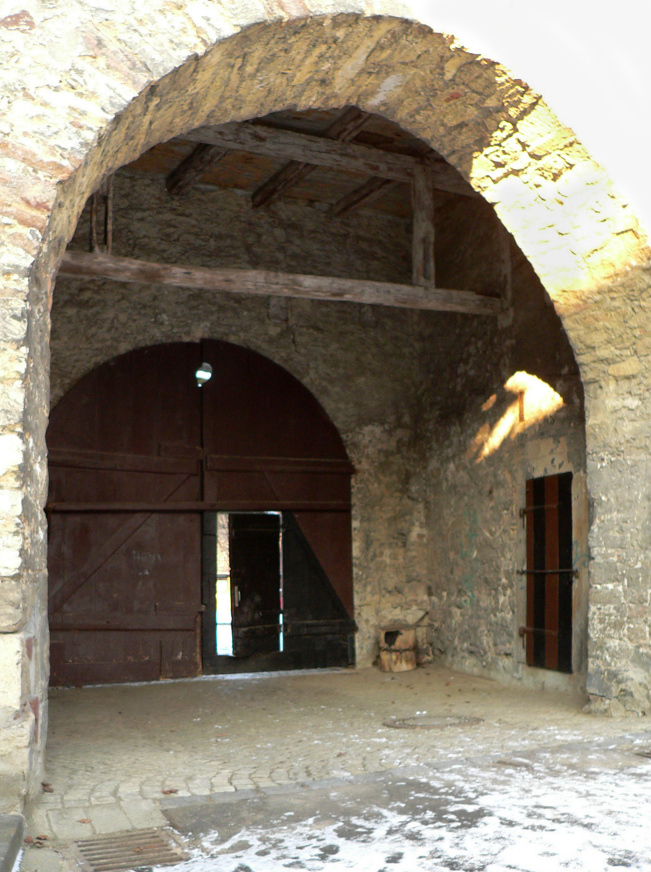
Durchfahrt des Torhauses

Im Lichtenberger Bedestreit (Abgabenstreit) 1406 wurde die Burg Gebhardshagen im Kampf um die Vorherrschaft zur Grenzburg der Herzöge von Braunschweig-Lüneburg gegen die Bischöfe von Hildesheim. Am 22. Mai 1406 beschossen Truppen des Hildesheimer Bischofs Johann III. von Hoya unter Führung von Heinrich von Bortfeld sowie Burghard von Cramm mit modernen Kanonen die Burg Gebhardshagen und nahmen sie ein. Dabei wurden das Zeughaus sowie der Rote und der Graue Turm zerstört. Die herzoglichen Lehensleute Burchhard und Johann von Saldern flohen von der Burg. Nach langen Verhandlungen um Schadensersatz für die verlorene Burg kam es 1407 zur Versöhnung. Danach wurden die herzoglichen Mannen Jan und Burchhard von Saldern als Pfandinhaber beauftragt, die zerstörten Gebäude und Türme wieder aufzubauen. 1429 kam die Burg an die Herzöge Wilhelm I. und Heinrich II. von Braunschweig.
Von Zerstörungen während der Hildesheimer Stiftsfehde (1519–1523) blieb die Burg verschont. 1568 veräußerte Herzog Julius für 8.000 Taler auf 30 Jahre die Burg an Melchior von Steinberg. Danach löste er die Anlage wieder ein.
Im Dreißigjährigen Krieg wurde Gebhardshagen zuerst von den Kaiserlichen und zuletzt von den Schweden berannt und zerstört. Bei der letzten Einnahme im Jahre 1637 wurde auch die Burg zerstört und niedergebrannt. Der Wiederaufbau erfolgte dann in der zweiten Hälfte des 17. Jahrhunderts. Danach hatte die Burganlage ihre militärische Bedeutung verloren und wurde seit dieser Zeit als landwirtschaftliche Domäne geführt. Dazu entstanden neue landwirtschaftliche Gebäude im südlichen Teil.

### Gerichts- und Amtssitz

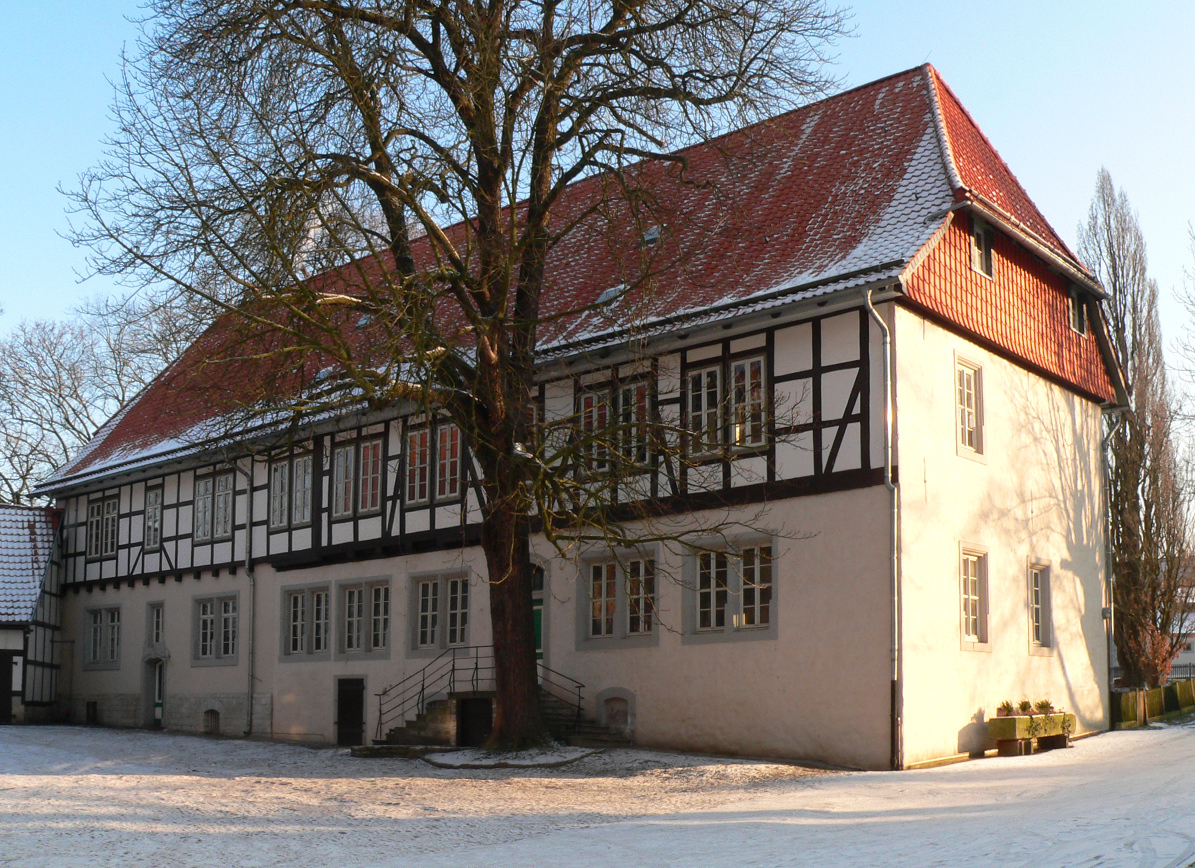
Früheres Amtswohnhaus

1539 wurde in der Burg ein herzogliches Justizamt eingerichtet, das die Gerichtsbarkeit über die näheren Dörfer ausübte. Die letzte Hinrichtung fand 1750 statt.
Mitte des 16. Jahrhunderts richtete Herzog Heinrich der Jüngere von Braunschweig das Amt Gebhardshagen ein, das seinen Sitz in der Burg hatte. Dazu wurden Teile des Amtes Salder übertragen. Nach Engerode kamen 1542 Calbecht, Leinde und Lobmachtersen dazu, 1647 folgte Heerte. Der Amtmann war später gleichzeitig der Pächter der Domäne. Das Amt bestand bis 1807. Anfang des 19. Jahrhunderts während der Franzosenzeit gehörte das Gebiet des Amtes Gebhardshagen zum 1807 bis 1813 bestehenden Königreich Westphalen. Darin wurde es zum eigenen Kanton im Distrikt Braunschweig innerhalb des Departements der Oker. Nach dem Abzug und der Wiederherstellung des Herzogtums Braunschweig wurde das Amt nicht wieder eingerichtet.

## Domäne

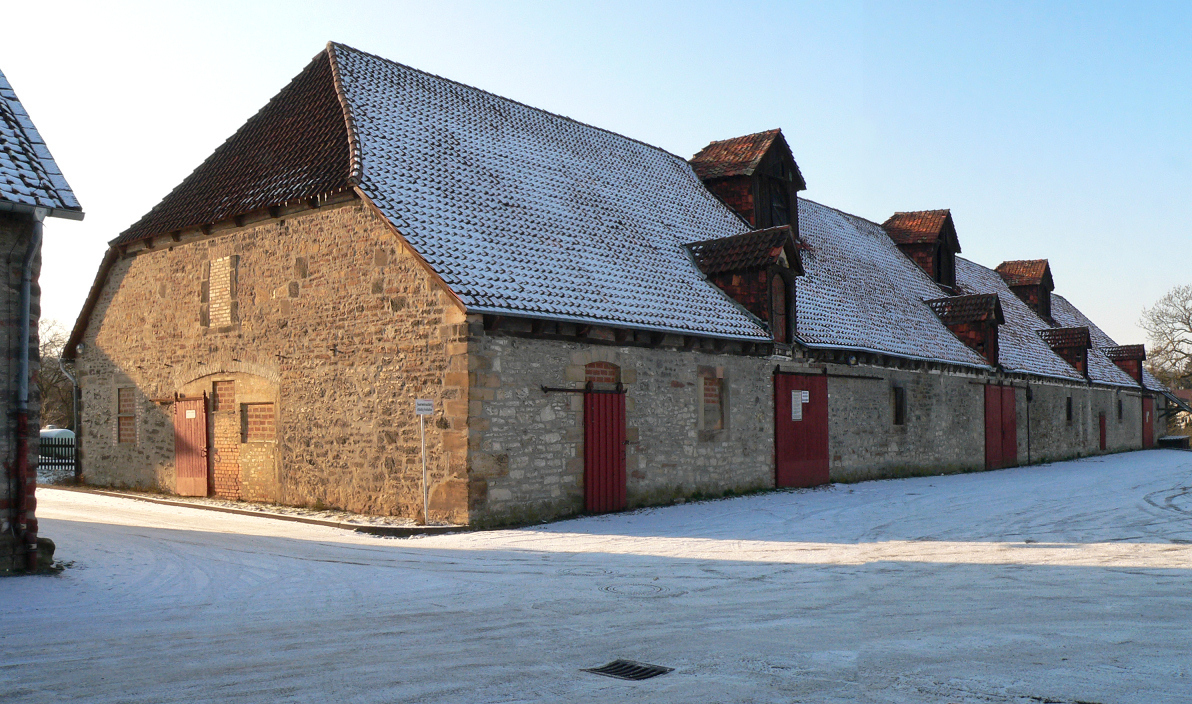
Ehemaliger Schafstall der Domäne

Nachdem die Burg Mitte des 17. Jahrhunderts ihre militärische Bedeutung verloren hatte und der umgebende Wassergraben zugeschüttet war, diente sie als landwirtschaftliche Domäne. Die erste öffentliche Ausschreibung zur Verpachtung von Domäne und Amt Gebhardshagen schrieb Herzog Rudolf August 1671 aus. Den Zuschlag erhielt der Geheime Kammerrat und Kanzler Hermann Höpfner aus Kronstedt. Zahlreiche weitere Pächter folgten, die die landwirtschaftliche Produktion verbesserten und ausweiteten. Mitte des 19. Jahrhunderts bewirtschafteten nahezu 40 Arbeitskräfte rund 800 Morgen Ackerland. An Vieh gab es zu dieser Zeit etwa 30 Pferde, 60 Kühe, 50 Schweine und 1.100 Schafe.
Nach dem Ersten Weltkrieg und dem Ende der Monarchie beschlagnahmte der Freistaat Braunschweig die im Besitz des Welfenhauses stehende Domäne. 1926 erhielten die Welfen sie zurück und verpachteten sie erneut. Als der Pächter in den 1920er Jahren wegen der deutschen Inflation in finanzielle Schwierigkeiten kam, bewirtschaftete ab 1929 eine staatliche Verwaltungsgesellschaft aus Braunschweig das Anwesen. 1938 übernahmen die Reichswerke Hermann Göring die Domäne, die große Teile ihrer Ländereien für den Bau von Industrieanlagen und Wohnungen abgab. Ab 1942 arbeiteten täglich 25 Kriegsgefangene auf dem Gut.
Nach dem Zweiten Weltkrieg gehörte die Domänenanlage Nachfolgeunternehmen wie der Salzgitter AG. Der landwirtschaftliche Betrieb ging wegen der Nahrungsmittelknappheit während der Nachkriegszeit weiter. 1946 waren 80 Personen beschäftigt, vor allem Heimatvertriebene. 1955 bewirtschaftete der Betrieb rund 260 ha Land. Für eine Flächenvergrößerung sorgte die Übernahme von Ackerflächen des Gutes von Schloss Salder, das 1969 stillgelegt wurde. Dadurch bewirtschaftete die Domäne Gebhardshagen in den 1970er Jahren um 700 ha Land, überwiegend mit Getreide- und Zuckerrübenanbau. Im Zuge der Mechanisierung der Landwirtschaft entwickelte sich ein rationalisierter Großbetrieb, der 1980 nur noch acht Personen beschäftigte. Dazu gehörten sechs Traktorfahrer, der Direktor und ein Wirtschafter. 1978 wurde die unrentable Schafhaltung aufgegeben, 1980 aus demselben Grund die Milchviehhaltung. 1986 wurde der Domänenbetrieb stillgelegt, da sich das besitzende Stahlunternehmen von branchenfremden Tätigkeitsfeldern trennte.

## Heute

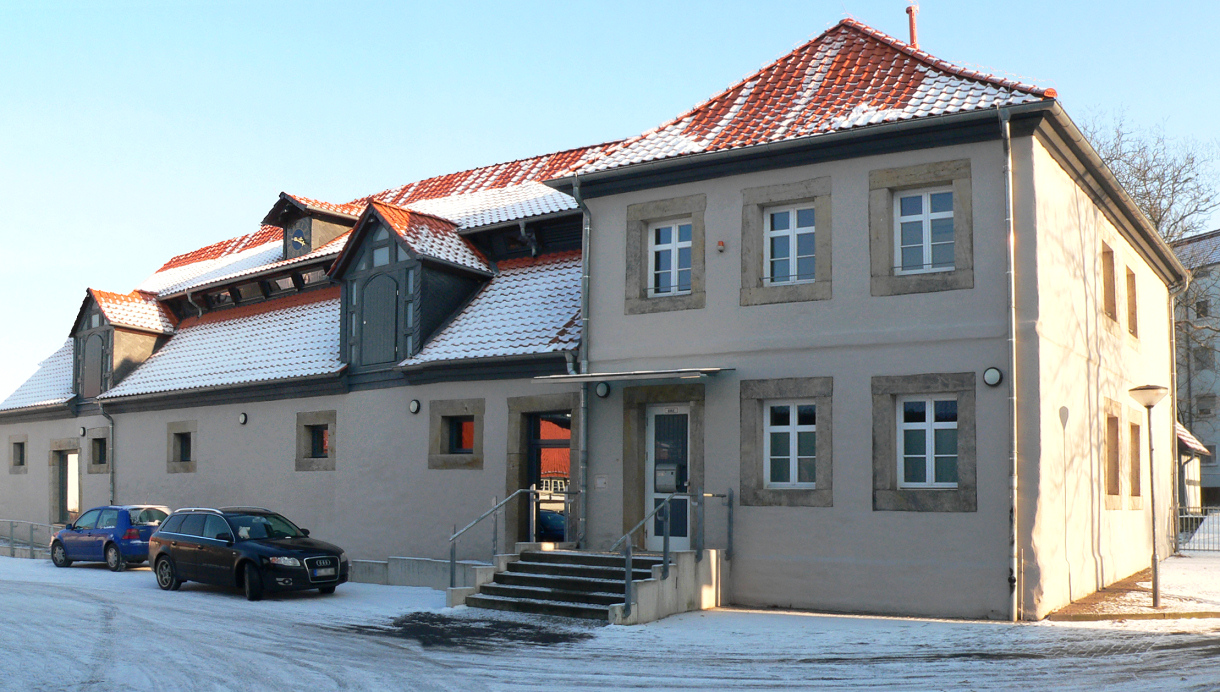
Das um 1800 entstandene Hofmeisterhaus (rechts) der Domäne, heute Sitz des „Fördervereins Wasserburg Gebhardshagen“. Links der frühere Pferdestall, heute Veranstaltungszentrum

Seither 1986 befinden sich die Gebäude von Burg und Domäne im Besitz der Stadt Salzgitter. Sie werden vom 1998 gegründeten und 120 Mitglieder umfassenden „Förderverein Wasserburg Gebhardshagen“ betreut, der im sanierten Hofmeisterhaus der Domäne seinen Sitz hat. Der benachbarte Pferdestall wurde 2004 mit Hilfe von Berufsschülern sowie „Ein-Euro-Jobbern“ restauriert und in ein Veranstaltungszentrum umgewandelt. Das frühere Amtswohnhaus der Burg wurde ebenfalls renoviert. Seine Gewölbekeller können für private Feiern genutzt werden. Bereits 1986 wurde die Gutsscheune auf dem Domänenhof abgerissen, um Platz für den Bau einer Turnhalle zu schaffen. Auf dem Burghof finden regelmäßig Veranstaltungen wie das Schützenfest und Musikkonzerte statt. Außerdem dient er als Übungsplatz der Freiwilligen Feuerwehr Gebhardshagen und als Aufenthaltsplatz für Jugendliche.
Nach wie vor ist ein bedeutender Teil der Gebäudesubstanz vom Verfall bedroht. 2007 wurde ein kommerzielles Nutzungskonzept für die historische Anlage bekannt. Danach schlug eine Braunschweiger Projektentwicklungsfirma vor, das Einkaufszentrum Burgarkaden und ein Altenheim für eine Investitionssumme von 10 Millionen Euro einzurichten. Erst 2009 wurde mit der Suche nach einem Investor begonnen.